# Römischer Grabstein (Hörbach)

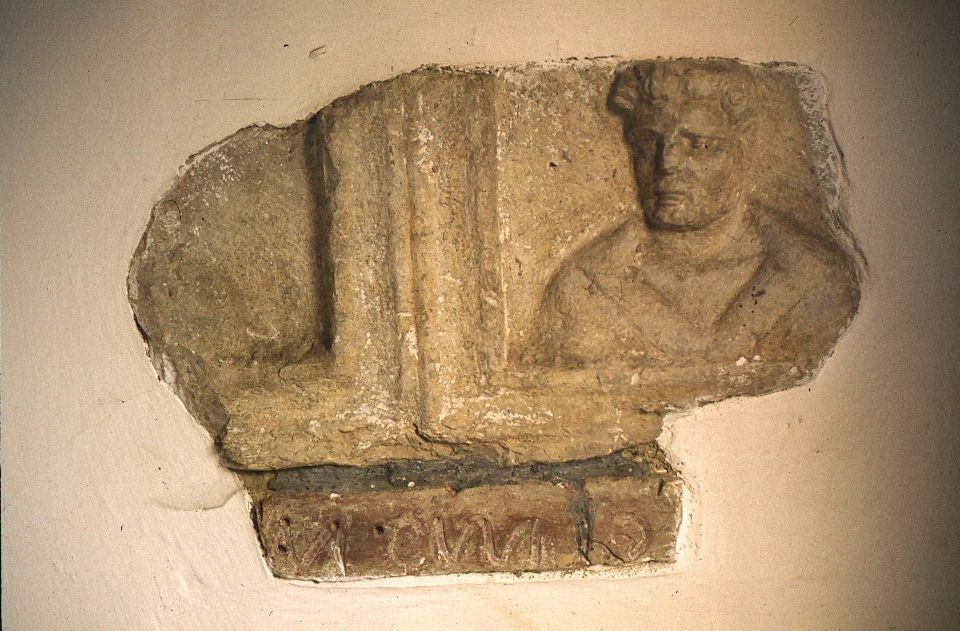
Fragment eines römischen Grabsteins in Hörbach

Der römische Grabstein in Hörbach, einem Ortsteil der Gemeinde Althegnenberg im oberbayerischen Landkreis Fürstenfeldbruck, wurde 1909 bei Erweiterungsarbeiten an der Westseite der Kirche St. Andreas gefunden.
Der Grabstein, der in das 2. Jahrhundert datiert wird, ist als archäologisches Denkmal geschützt.
Auf dem Fragment ist die Reliefbüste eines Mannes zu erkennen.